# Guilherme II da Baviera
 Guilherme II (1365 — 1417), Duque da Baviera-Straubing foi também Guilherme VI como Conde da Holanda, Guilherme IV de Hainaut e Guilherme V da Zelândia. Ele governou de 1404 até 1417, quando faleceu de uma infecção provocada pela mordidela de um cão. Guilherme era filho de Alberto I e Margarida de Brieg. 

## Biografia
Guilherme esteve em conflito com o seu pai até 1394. Em 1404, sucedeu-lhe como Conde da Holanda, Zelândia e Hainaut e duque da Baviera-Straubing.
Em 1408, no campo de Othée, Guilherme e João de Borgonha derrotaram, juntamente com Luís VII da Baviera, os cidadãos de Liège, que se revoltaram contra o irmão de Guilherme, João da Baviera, o bispo de Liège. Como resultado, ele não tinha, como conde de Hainaut, a obrigação de prestar homenagem ao bispo. O seu reinado foi marcado por disputas internas dentro do condado da Holanda. Em particular, João de Arkel, Senhor de Arkel, apoiado pelos inimigos de Guilherme na Holanda. Arkel tornou-se parte da Holanda em 1412 , altura em que João aceitou a sua derrota nas mãos de Guilherme. 
Guilherme afirmou Friesland como Conde da Holanda. Guilherme V da Holanda enviara cinco expedições para conquistar Friesland. Apenas Stavoren foi capturada em 1398. Guilherme VI também mandou expedições para a região, mas Stavoren foi recuperado pelos frísios em 1414. Antes da sua morte, Guilherme garantiu aos seus nobres que jurou fidelidade à sua única filha, Jaqueline de Hainaut. Jaqueline foi a única filha da sua esposa Margarida da Borgonha, filha de Filipe II, Duque da Borgonha. 
No entanto, a morte de Guilherme em 1417 fez com que eclodisse uma guerra de sucessão entre o seu irmão João, o bispo de Liège, e sua filha Jaqueline. Este seria o último episódio das facções entre nobres, existentes desde a época não muito remota da rivalidade entre o tio de Guilherme VI, Guilherme V da Holanda, e a avó de Guilherme, Margarida da Holanda e Hainaut. Finalmente, colocou-se Holanda e Hainaut nas mãos da Borgonha, terminando assim os conflitos entre os nobres holandeses.

## Casamento e descendência
Guilherme casou-se, em 1385, com Margarida da Borgonha, filha de Filipe II, Duque da Borgonha. 
Guilherme e Margarida tiveram apenas uma filha:
1. Jaqueline de Hainaut (16 de Agosto de 1401 - 8 de Outubro de 1436), que se casou quatro vezes:
  1. João, Delfim de França (31 de Agosto de 1398 - 5 de Abril de 1417), nono filho de Carlos VI de França.
  2. João IV, Duque de Brabante (11 de Junho de 1403 - 17 de Abril de 1427), filho de António de Brabante.
  3. Humphrey, Duque de Gloucester (3 de Outubro de 1390- 23 de Fevereiro de 1447), quarto filho de Henrique IV de Inglaterra.
  4. Francisco de Borselen (m.1432)